# Megastylus amoenus
Megastylus amoenus är en stekelart som beskrevs av Dasch 1992. Megastylus amoenus ingår i släktet Megastylus och familjen brokparasitsteklar. Inga underarter finns listade i Catalogue of Life.